# Galileo Ferraris
Galileo Ferraris ( Livorno Ferraris, Piemont, 31 d'octubre de 1847 - Torí, Piemont, 7 de febrer de 1897) va ser un físic i enginyer elèctric italià, destacat pels seus estudis en matèria de corrent altern. En 1885 va dissenyar el primer motor d'inducció, encara que mai va patentar el seu invent.
Molts diaris van publicar que el seu treball sobre el motor d'inducció i els sistemes de transmissió de potència eren uns dels invents més grans de tots els temps. Va publicar una monografia extensa i completa sobre els resultats experimentals obtinguts amb transformadors de circuit obert del tipus dissenyat pels enginyers de potència Lucien Gaulard i John Dixon Gibbs.

## Biografia
Va obtenir una llicenciatura en enginyeria i va treballar com a assistent tècnic en física al Museu Industrial Reial d'Itàlia.
El 1885, de manera independent, va investigar el Camp magnètic rotatiu. Va experimentar amb tipus de motors elèctrics asíncrons. La investigació va finalitzar amb el desenvolupament d'un motor de corrent altern.
El 1888, Ferraris va publicar la seva investigació en un document de la Reial Acadèmia de Ciències de Torí (més tard, en aquest mateix any, Nikola Tesla adquiriria la Patent 381.968 a Estats Units ).
El 1889, va treballar a l'Institut Italià industrial, una escola d'enginyeria elèctrica (la primera escola d'aquest tipus a Itàlia; posteriorment incorporada al Politècnic de Torí ). El 1896, Ferraris es va unir a l'Associació Electrotècnica Italiana i es va convertir en el primer president nacional d'aquesta organització.